# Zitlaltepec
Zitlaltepec es una localidad del estado mexicano de Tlaxcala. Es cabecera del municipio de Ziltlaltépec de Trinidad Sánchez Santos.

## Demografía
| Censo | Población |
| ----- | --------- |
| 1900  | 1685      |
| 1910  | 1686      |
| 1921  | 2011      |
| 1930  | 1958      |
| 1940  | 2587      |
| 1950  | 3125      |
| 1960  | 4060      |
| 1970  | 4788      |
| 1980  | 5755      |
| 1990  | 6419      |
| 1995  | 6478      |
| 2000  | 6268      |
| 2005  | 6314      |
| 2010  | 6280      |
| 2020  | 6926      |